# Malinae
Malinae — підтриба триби яблуні (Maleae) підродини мигдалевих (Amygdaloideae). Група містить ряд рослин, які приносять комерційно важливі плоди, такі як яблуня й груша, а інші культивуються як декоративні. Підтриба складається виключно з кущів і невеликих дерев з плодами, що мають назву яблуко.

## Роди
1. Amelanchier — садова ірга
2. Aria
3. Aronia — аронія
4. Chaenomeles — японська айва
5. Chamaemeles
6. Chamaemespilus
7. Cormus — горобина домашня
8. Cotoneaster — ірга
9. Crataegus — глід
10. Cydonia — айва
11. Dichotomanthes
12. Docynia
13. Docyniopsis
14. Eriobotrya — японська мушмула
15. Eriolobus
16. Hesperomeles
17. Heteromeles
18. Malacomeles
19. Malus — яблуня
20. Mespilus — мушмула
21. Osteomeles
22. Peraphyllum
23. Photinia
24. Pseudocydonia
25. Pyracantha — глодівець
26. Pyrus — груша
27. Rhaphiolepis
28. Sorbus — горобина
29. Stranvaesia
30. Torminalis — берека

+ гібридні роди